# Пластодзьобик південний
{{#ifeq:0|0|{{#if:Plasteurhynchium meridionale|{{#if:|[[]}}|[[]]}}}}
Пластодзьобик південний (Plasteurhynchium meridionale) — вид мохів порядку гіпнобрієвих (Hypnales).

## Поширення
Ареал охоплює такі частини світу: Європа, Північна Африка.